# Нтолова
Нтоло́ва (англ. Ntholowa) — вища традиційна громада у складі дистрикту Зомба Південного регіону Малаві.
Населення — 50738 осіб (2018).